# اندیس کرومیت چشمه رضائی
کرومیت چشمه رضائی یک اندیس فلزی است که در حوالی شهر اسپکه استان سیستان و بلوچستان قرار دارد و مادهٔ معدنی موجود در آن، کرومیت است. سنگ میزبان این اندیس سنگهای اولتر بازیک وفلیش‌های رسوبی وآهک است و دیرینگی آن به دوران کرتاسه بالایی می‌رسد.